# Ram-air
De term ram-air wordt in de motorfiets- en bromfietstechniek voor verschillende systemen gebruikt.
Een van de merken die een ram-air system gebruikten, was Zündapp, die deze techniek al toepaste in 1963 op hun bromfietsen, waaronder de CS 50. Ook op Magneet, Puch, Tomos, Batavus en vele anderen was het ram-air systeem al toegepast. In de volksmond heet dit 'geforceerde koeling'. Kappen over de cilinderkoppen geleidden de rijwind dicht over de koelribben. Door het venturi-effect onder deze kappen werd de lucht versneld en verkreeg men een betere koeling.
Het ram-air system, geïnstalleerd op een motorfiets, zat op de Suzuki GT 380 en GT550 die in 1972 op de markt kwamen. Dit waren driecilinder tweetaktmotoren met een vorm van geforceerde luchtkoeling voor met name de extra heet wordende middelste cilinder.
Veel later (jaren negentig) kreeg de benaming ram-air een andere betekenis: zowel Kawasaki als Suzuki kwamen met stuwdrukinlaten waarmee  rijwind onder druk in een luchtfilterkast (airbox) werd geleid. Zodoende ontstond er een overdruk in de luchtfilter waardoor een betere cilindervulling en dus meer vermogen werd verkregen. Suzuki noemde dit systeem Suzuki Ram Air Direct (SRAD) en bij Kawasaki heette het Ram Air Intake System (RAIS).
Intussen zijn alle sportieve motorfietsen met dit systeem uitgerust en daarvoor wordt de term ram-air nu algemeen gebruikt.